# Aleks Stavri Drenova
Asdreni (pravo ime Aleks Stavri Drenova; Drenova, 11. svibnja 1872. – Bukurešt, 11. prosinca 1947.), albanski književnik.
Rodom iz okolice Korçe. Emigrirao u Rumunjsku, gdje je ostao do kraja života. Pisao stihove o želji za ujedinjenjem svih albanskih snaga u borbi za slobodu; kritički se osvrtao na vladajući sloj feudalaca. Zbirke Sunčeve zrake (Rreze dielli, 1904), Snovi i suze (Ëndrra e lotë, 1912); u trećoj zbirci Psalmi kaluđera (Psallme murgu, 1930) oblikuje dekadentne i mističke motive.